# Giuseppe Castiglione

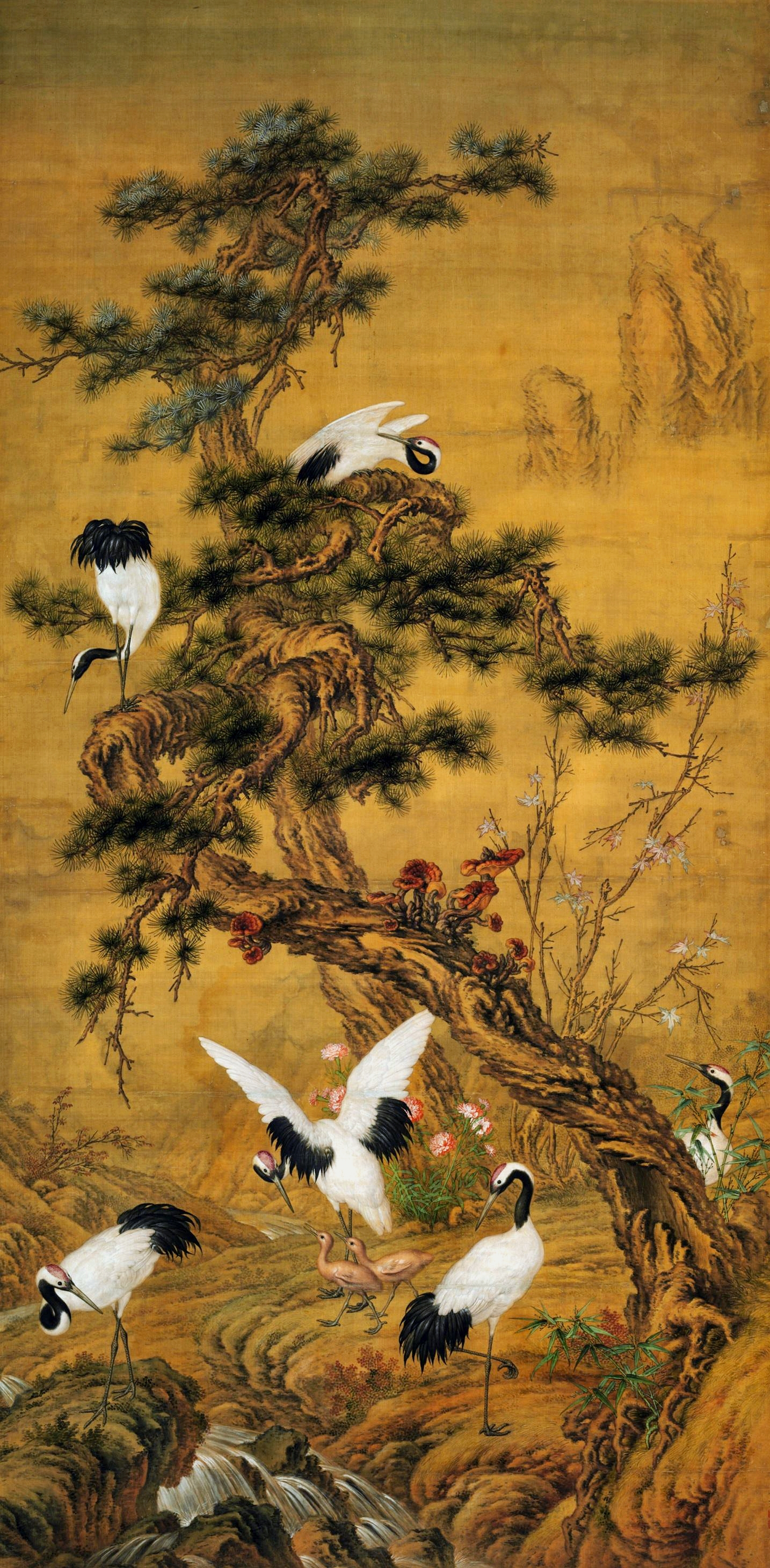
Pinien und Kraniche im Frühling; Tusche und Aquarell auf Seide; 2. Hälfte des 18. Jahrhunderts

Giuseppe Castiglione SJ (chinesisch 郎世寧 / 郎世宁, Pinyin Láng Shìníng; * 19. Juli 1688 in Mailand; † 17. Juli 1766 in Peking, China) war ein italienischer Jesuit und Maler in China. Er war über 50 Jahre unter drei Kaisern der Qing-Dynastie – Kangxi, Yongzheng und Qianlong – als Hofmaler und Architekt tätig.
Castiglione gilt als Begründer des Qing-Hofstils in der chinesischen Malerei, in dem Elemente der europäischen und der chinesischen Malerei zu einem eigenständigen Stil verschmolzen wurden.

## Leben
Über Kindheit, Jugend und frühe künstlerische Ausbildung Giuseppe Castigliones gibt es nur wenige gesicherte Daten. Er wurde als Sohn von Pietro Castiglione und Anna Maria Vigone geboren und am 19. Juli 1688 in der Kirche San Marcellino in Mailand getauft. Er wuchs im Quartiere San Marcellino in der Nähe einer renommierten Druckerei und Kunstwerkstatt auf, den Botteghe degli Stampatori, in der Carlo Cornaro tätig war, von dem er wahrscheinlich gelernt hat. Von Einfluss könnte auch der Jesuit Andrea Pozzo gewesen sein, der mehrere Jesuitenkirchen in Europa und vor allem in Italien virtuos mit Fresken ausgestattet hat und damals in Mailand tätig war.
1707, im Alter von 19 Jahren, trat Castiglione in den Jesuitenorden ein und wurde vom Orden zur weiteren Ausbildung als Maler nach Genua geschickt. Anders als viele andere Jesuiten wurde er nicht zum Priester ordiniert, sondern  blieb Laienbruder. In Coimbra in Portugal malte er in den Jahren 1710 bis 1714 mehrere Tafeln für die Kapelle von São Francisco de Borja und eine Beschneidung Christi für das Hauptaltarbild der KathedraleSé Nova und schuf Porträts von Mitgliedern der portugiesischen Königsfamilie.
1713 wurde er im Auftrag des Ordens zusammen mit weiteren Ordensbrüdern, mit denen er eine Missionsreise nach China antreten sollte, nach Portugal abgeordnet. Die Reisegesellschaft startete am 2. April 1714 in Lissabon und kam nach Zwischenhalten in Goa, Macao und Kanton am 22. September 1714 in Peking an. Untergebracht war er im Portugiesischen Jesuitencolleg. Castiglione nahm den chinesischen Namen Lang Shining (郎世宁) an, unter dem er in China bekannt ist. Sein Mentor war der Jesuitenpater und Maler Matteo Ripa, bei dem er Chinesisch lernte und der ihn dem Kaiser Kangxi vorstellte. Der Kaiser behielt ihn am Hof und ließ ihn Bilder kopieren.
Von der auf das endgültige Verbot der Akkommodation (Ritenstreit) durch Papst Benedikt XIV. 1744 folgenden Bekämpfung der christlichen Missionare blieb Castiglione, ähnlich wie andere führende Hofjesuiten, weitgehend unberührt. 1750 erfolgte seine Ernennung zum Mandarin dritter Klasse. Er verbrachte den Rest seines Lebens in China und starb 1766 in Peking.

## Grab in Zhalan
Castiglione wurde in allen Ehren und auf kaiserliche Kosten auf dem Friedhof der Jesuiten, dem Zhalan-Friedhof, bestattet. Der Friedhof, auf dem auch Joseph-Marie Amiot, Matteo Ricci, Adam Schall und Ferdinand Verbiest bestattet waren, befand sich damals zwei Meilen westlich von Peking.

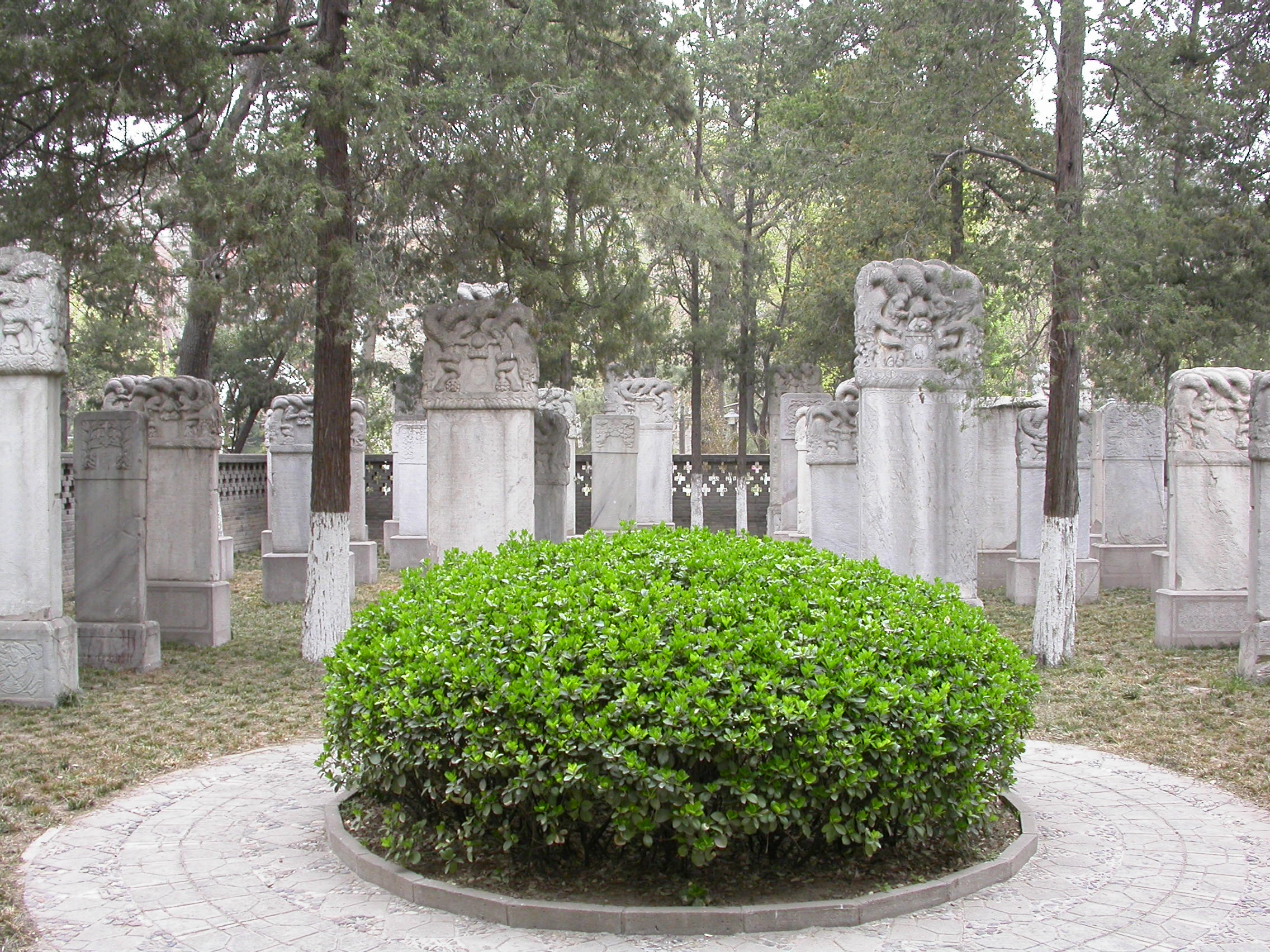
Grabsteine auf dem Zhalan-Friedhof

Alle Grabsteine des Jesuitenfriedhofs sind nach dem gleichen Muster hergestellt. Auch Castigliones Grabstein ist mit einem Drachen und einem Kreuz bekrönt, einer Kombination von Symbolen chinesischer Kultur und christlicher Religion. Das Epitaph in chinesischer und lateinischer Sprache gibt Auskunft über die Verdienste Castigliones. Die lateinische Inschrift auf dem Grabstein lautet:
D.O.M. Fr. Joseph  Castiglione, Italus, Mediolanensis, Coadjutor formatus Sos. Jesu. De mandato Imperatoris Pekinum venit, an. Dom. 1715, ubi pictoria sua arte quam magno europei nom. honore per ann. 50 in aula exercuit, praeclaram Missioni dedit operam, religiosae simul perfectionis praeclarus et ipse cultor. Pie obiit die 16 jul. ann. Dom. 1766, aetatis 78. Societ. 59 cum dimidio.
Die zweite Inschrift auf dem Grabstein ist in chinesischer Sprache geschrieben. Sie beginnt mit der Abschrift des kaiserlichen Erlasses aus dem Jahr 1766 und ist quasi ein Nachruf auf Lang Shining, einen Europäer, der seit Kangxi dem Hof gedient habe. Sinngemäß heißt es weiter, er sei fähig und klug gewesen und wegen seiner Verdienste zum Mandarin dritten Grades befördert worden. Mit Bedauern habe er [der Kaiser] von seinem Tod Kenntnis genommen. In Bezug auf die lange Zeit seiner Verdienste und in Anbetracht seines hohen Alters von fast 80 Jahren werde ihm der Titel eines stellvertretenden Gerichtspräsidenten (it. vicepresidente di un Tribunale) verliehen. Die Summe von 300 Unzen Silber, mit denen die Kosten des Begräbnisses bestritten werden könnten, seien ein besonderes Zeichen „unseres tiefen Schmerzes“.
Während des Boxeraufstandes wurde das Gelände verwüstet. Aufständische öffneten die Gräber und verbrannten die Gebeine. Die Grabsteine wurden verschleppt und zum Teil in der Nachbarschaft als Baumaterial verwendet. Nach Beendigung des Aufstandes wurde das Grundstück der katholischen Kirche zurückerstattet und der Friedhof wieder hergerichtet. Zu Beginn der Kulturrevolution 1966 ordneten die Roten Garden die Zerstörung der Anlage an. Die Verwaltung der Parteihochschule, die inzwischen in der anliegenden ehemaligen Jesuitenkirche untergebracht war, ließ die Grabsteine stattdessen vergraben, so dass sie einer vollständigen Zerstörung entgingen. 1984 ließen chinesische Behörden den Friedhof restaurieren, sammelten alte Grabsteine, unter denen sich auch Castigliones Grabstein befand, wieder ein und ließen sie auf dem Gelände neu aufstellen. Seit 1984 steht der Zhalan-Friedhof unter Denkmalschutz und Castigliones Grabdenkmal an seinem alten Platz.

## Werk
Castiglione malte in China neben Porträts der kaiserlichen Familie und von Höflingen vor allem Bilder mit Tiermotiven, Blumenbilder sowie einige Bilder erzählenden Inhalts vom Leben am Hof oder Jagd- und Kriegsereignissen. Maßgeblich wirkte er etwa an dem berühmten Zyklus „Die zehn siegreichen Feldzüge Kaiser Qianlongs“ mit, der um 1770 in Paris von Charles-Nicolas Cochin in Kupfer gestochen und von dort an den chinesischen Kaiserhof zurückgeschickt wurde.
1744 fertigte er ein Album mit Gartenmotiven des Yuanming Yuan an. Ab 1749 entwarf er die Pläne für einen Xiyang Lou genannten Bereich am Yu Yuan (sogenannter „Alter Sommerpalast“ am nordwestlichen Stadtrand von Peking) mit einem Palast und einem Garten in einem europäisch-chinesischen Stil. Ihm oblag die Aufsicht der Arbeiten, die 1749–1751 und 1755–1759 ausgeführt wurden.

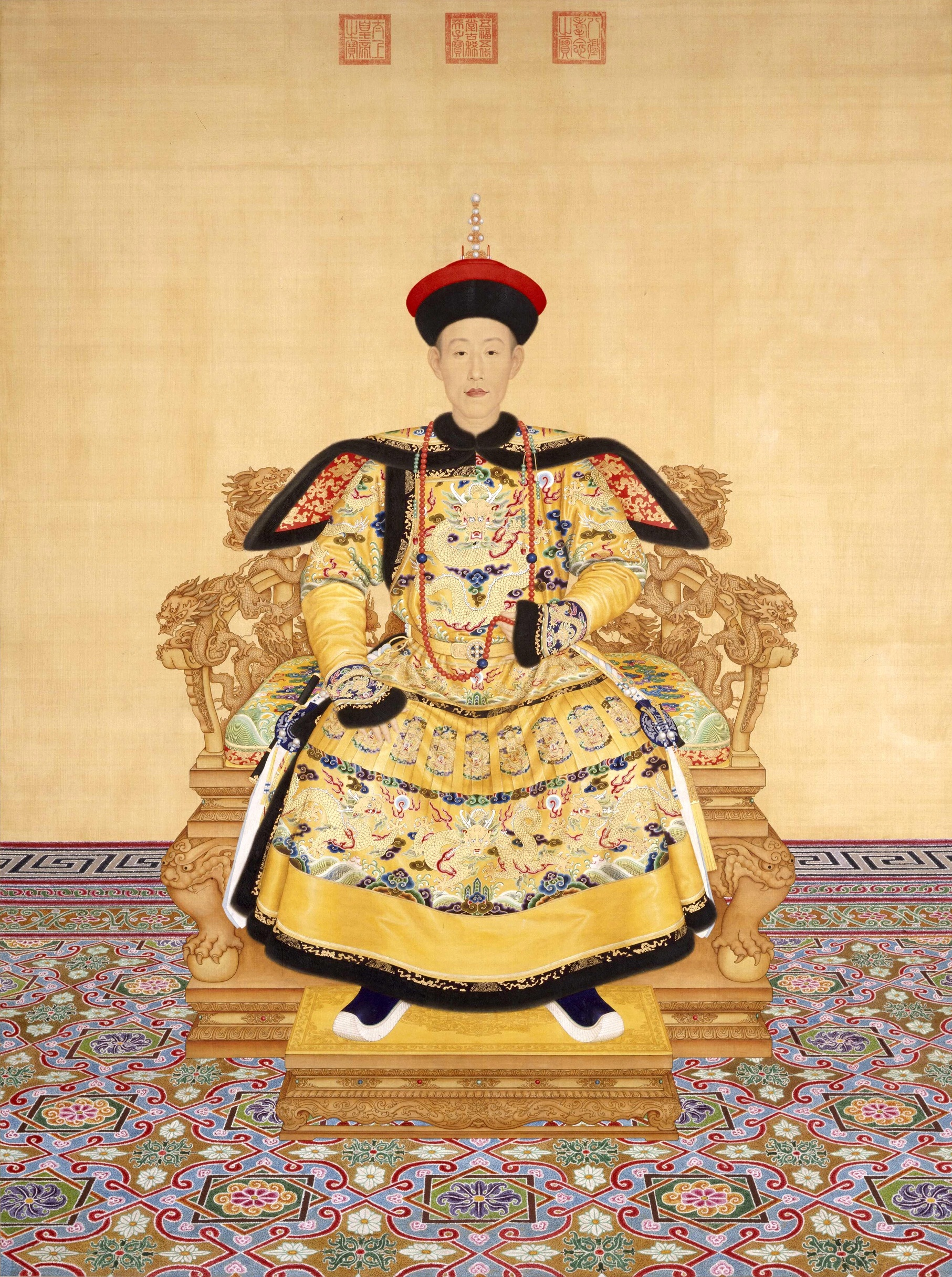
Kaiser Qianlong auf einem mit Drachen dekorierten Thron, 1736

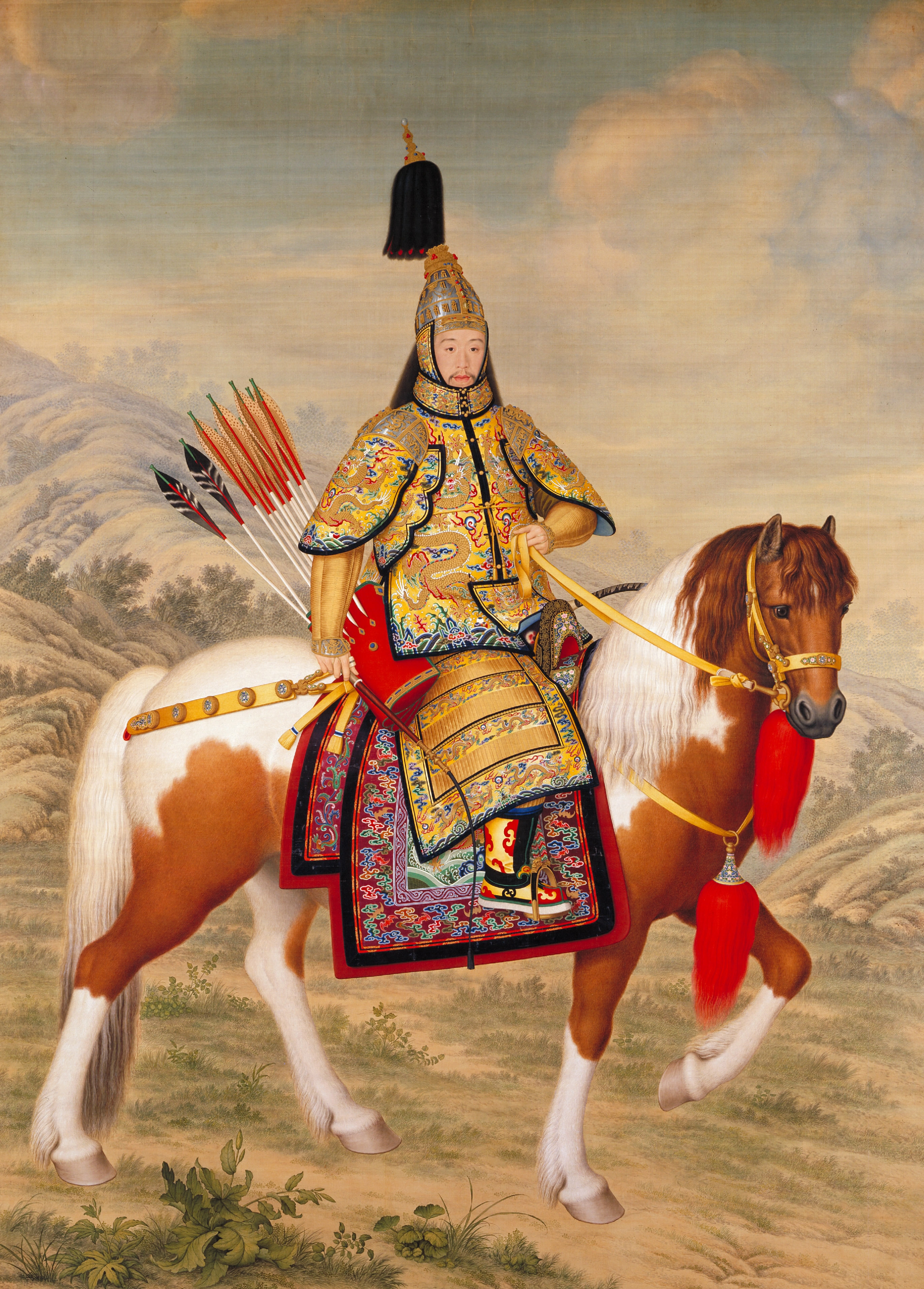
Kaiser Qianlong zu Pferd, 1758

Die Porträts, insbesondere seine Kaiserporträts, folgen in jeder Beziehung den überlieferten Formen der für China kanonischen Herrscherbildnisse.
Der Kaiser sitzt in imperialer Pose auf einem Thron, der in der Regel mit einem gestuften Podest, Fußbank und Kissen versehen ist. Das gesamte Bild ist flächig gemalt und zeigt keinerlei Anzeichen europäischer perspektivischer Malerei. Das Gesicht wird nicht durch Licht und Schatten modelliert, ebenso wenig wie das flächig aufgefasste und ornamental gestaltete Prachtgewand oder der in Aufsicht dargestellte Ehrenteppich. Der Raum selbst bleibt unbestimmt.
Die Reiterbildnisse von Höflingen allerdings sind in dem für Castiglione typischen Mischstil ausgeführt. Gesichter werden immer flächig und betont linear dargestellt, ohne irgendwelche Modellierung durch Licht und Schatten. Der Hintergrund bleibt in der Regel unbestimmt oder wird allenfalls durch flüchtige Pinselstriche angedeutet. Die Pferde und die Reiter allerdings sind nach Prinzipien der Malerei, wie sie in den Niederlanden und in Italien entwickelt wurden, realistisch, mit leuchtenden Farben und mit fast greifbarer Stofflichkeit dargestellt. Die eleganten, gesattelten und mit metallbeschlagenem Zaumzeug versehenen Pferde, deren Hufe im Licht glänzen, tragen ihre Reiter, deren Kleidung in ihrer Stofflichkeit und perspektivischen Wirkung mit ebensolcher Perfektion ausgeführt ist.

## Sammlungen und Ausstellungen
Ein Großteil der Bilder Castigliones werden in den Palastmuseen von Peking und Taipeh aufbewahrt. Weitere Werke besitzen Museen in Shanghai, Jiangxi, Zhenjiang, der Kaiserpalast von Shenyang und das Kunstmuseum in Tianjin. Außerdem sind das Metropolitan Museum of Art in New York und das Museum für Asiatische Kunst in Berlin im Besitz einiger weniger Werke Castigliones.
2015/2016 zeigte das Palastmuseum Taipeh die Ausstellung „Portrayals from a Brush Divine. A Special Exhibition on the Tricentennial of Giuseppe Castigliones Arrival in China“.
Die Schau wurde ergänzt durch elf Leihgaben aus dem Palace Museum in Peking sowie weitere Leihgaben aus dem Metropolitan Museum of Art in New York und der Casa di riposo Pio istituto Martinez in Genua.
Die erste Einzelausstellung Giuseppe Castigliones in Europa fand 2015/16 in Santa Croce in Florenz unter dem Titel „Nella lingua dell'altro. Giuseppe Castiglione gesuita e pittore in Cina“. Organisiert wurde sie von den Opera di Santa Croce in Zusammenarbeit mit dem Palastmuseum Taipeh. Anlass war der 300. Jahrestag der Ankunft Castigliones in China.

## Werke (Auswahl)
- Frauen beim Spiel, Museum für Völkerkunde Hamburg
- Portraits of Emperor Qianlong, the Empress, and Eleven Imperial Consorts, 1736 – c. 1770. Rollbild; Tinte und Farbe auf Seide; 53,80 × 1154,50 cm, Cleveland Museum of Art
- Kasachen überbringen Kaiser Qianlong Pferde als Tribut, 1757. Musée Guimet, Paris
- Xian'e Changchun Album (Immortal Blossoms in an Everlasting Spring), 16 Bilder mit Vögeln und Blumen auf Seide, Nationales Palastmuseum, Taiwan
- Imperial Rites of Sericulture, 13 Rollbilder auf Seide, Nationales Palastmuseum in Taipeh, Taiwan
- Ten Prized Dogs Album, 10 Bilder mit den Lieblingshunden des Kaisers; Seide, Nationales Palastmuseum in Taipeh, Taiwan
- Vier Afghanische Rosse, 4 Pferdeportraits mit Pferden, die der Kaiser als Tributzahlung aus Afghanistan bekommen hat; Seide, Nationales Palastmuseum, Taiwan

## Rezeption in Literatur, Kunst und Massenmedien
Der Sinologe Tilman Spengler veröffentlichte 2006 den Roman Der Maler von Peking. Vorbild für die Titelfigur ist Giuseppe Castiglione.
2013 publizierte die taiwanische Journalistin Jade Y. Chen den Roman Die Tränen des Porzellans, der 2014 in der Übersetzung von Ilka Schneider im Dryas-Verlag erschienen ist. Thema des Romans ist die Reise eines Meißener Mineralogen, der im Auftrag des Kurfürsten von Sachsen nach China geschickt wurde, um die Herstellungstechnik der blauen Ru-Keramik zu erkunden. Einen breiten Raum nimmt im Roman seine Begegnung mit den europäischen Künstlern Castiglione, Attiret und Sichelbarth am kaiserlichen Hof ein.
2005 war Castiglione ein Thema der chinesischen TV-Serie Palace Artist, die über China Central Television (CCTV) ausgestrahlt wurde. Die Rolle Castigliones wurde von dem in China sehr populären Kanadier Da Shan (Mark Rowswell) gespielt.
2012 produzierten die taiwanische Filmgesellschaften Kuangchi Program Service (KPS) und China's Jiangsu Broadcasting Corporation in Zusammenarbeit mit dem US-amerikanischen Jesuiten Jerry Martinson eine vierteilige Dokumentation über das Leben Castigliones mit dem Titel Giuseppe Castiglione in China-Imperial Painter, Humble Servant (郎世寧在中國 – 謙卑服務的帝國畫師). Der Film, der außer über chinesische TV-Sender auch in US-amerikanischen und europäischen Museen gezeigt wurde, ist der dritte einer Reihe von Dokumentationen über das Wirken von Jesuiten im kaiserlichen China.
2015 zeigte der chinesische Künstler Ai Weiwei im Palm Springs Art Museum eine Installation mit zwölf chinesischen Tierkreiszeichen (z. B. Widder, Schwein, Tiger, Schlange, Kaninchen). Die in Bronze gegossenen Plastiken sind eine Hommage an Castiglione, der eine entsprechende Serie für den Sommerpalast entworfen hat. Die Köpfe sind Wasserspeier, die zu einer Brunnenanlage gehörten. Sie spuckten im Zweistundenrhythmus Wasser, jeweils entsprechend den Zweistundenphasen, denen die Tiere zugeordnet sind. Die nach den Plünderungen des Alten Sommerpalastes 1860 zunächst verschollenen Artefakte tauchen gelegentlich auf dem Kunstmarkt auf und lösen Diskussionen über Raubkunst aus. Einige der Castiglione-Figuren sind inzwischen wieder in China angekommen, andere gelten bis dato als verschollen. Ai Weiweis Installation spielt an auf die immer wieder aufflammende Debatte über den Zusammenhang zwischen nationaler Chinesischer Kunst, Raubkunst und der Rückführung von Kunstwerken nach China.

## Castiglione auf dem Kunstmarkt
Kleinformatige Bilder Castigliones erreichten auf Auktionen bis zur Jahrtausendwende Preise im Bereich von 2.000 bis 5.000 US-Dollar. Im Zuge des steigenden Interesses chinesischer Sammler an Asiatica erreichen seine Bilder, die eher selten auf Auktionen angeboten werden, inzwischen Preise im ein- bis zweistelligen Millionenbereich.
Castigliones Rollbild „Autumn Cries on the Artemisia Plain“, versehen mit kaiserlichem Siegel und unangefochtener Provenienz, brachte im Mai 2000 bei einer Versteigerung in New York 2,3 Millionen US-Dollar ein, damals Preisrekord für eine chinesische Malerei.
2015 ersteigerte ein unbekannter Bieter ein Porträt der Gemahlin Kaiser Qianlongs von Castiglione für 137,4 Millionen Hong Kong-Dollar, das Doppelte des Schätzpreises und ein Rekordpreis für ein Porträt aus der Zeit.
Castigliones Pferdebild „Eight horses“ wurde 2016 in Hong Kong für 15 Millionen US-Dollar verkauft.
Kupferstiche von Charles-Nicolas Cochin nach Werken Castigliones erreichen inzwischen auf Auktionen Preise zwischen 8.000 und 10.000 US-Dollar.
Ein Konvolut von 13 aus einer Folge von 16 Kupferstichen (Format 505 × 864 mm) der Serie „Conquest of Jinchuan or the Military Campaigns at Jinchuan“, an der außer Castiglione auch Jean-Denis Attiret, Ignaz Sichelbarth und der italienische Augustiner-Mönch Joannes Damascenus Salusti (?–1781) beteiligt waren, wurde am 5. April 2016 bei Christies's für 245.000 US-Dollar versteigert.
Castiglione gehört zu den Künstlern, die von dem englischen Meisterfälscher Eric Hebborn auf den Markt gebracht worden sind und in renommierten Museen als Originale gezeigt wurden.
2009 kamen zwei Köpfe aus der Sammlung Yves Saint Laurent, ein Hase und eine Ratte, zu Christie’s in die Versteigerung.
Im Vorfeld der Auktion kam es zu Forderungen von chinesischer Seite, die beiden Tierköpfe an China zurückzugeben, da es sich hier um Beutekunst handele. Nachdem das französische Tribunal de Grande Instance entschieden hatte, dass die Plastiken versteigert werden dürfen, wurden sie in der Auktion von einem unbekannten Bieter zu einem Preis von 15.745.000 Euro pro Stück ersteigert. Nach der Auktion erklärte der Bieter, der chinesische Funktionär Cai Mingchao, er denke nicht daran, zu zahlen, da es sich um rechtmäßiges Eigentum der VR China handele. Cai Mingchao war zu diesem Zeitpunkt Berater des National Treasures Fund, einer regierungsnahen NGO in China, die versucht, Kulturgüter wieder nach China zurückzubringen.
2013 überließ François-Henri Pinault, der Geschäftsführer des Konzerns Kering, zu dem auch Christie’s gehört, China die beiden Objekte als Geschenk. Zugleich erhielt Christie’s als erstes internationales Auktionshaus das Recht, ohne chinesischen Partner in der Volksrepublik tätig zu werden.

## Ehrungen
Der Krater Castiglione auf dem Planeten Merkur wurde nach Giuseppe Castiglione benannt.